# Ferdinand Julien
Ferdinand Julien (né le 30 juin 1946 à Rosières en Haute-Loire) est un coureur cycliste français, professionnel de 1971 à 1981.

## Biographie
Il est devenu professionnel en 1971 et compte huit participations au Tour de France auprès de Joop Zoetemelk, Lucien Van Impe, Joaquim Agostinho et Ferdinand Bracke,.

## Palmarès

### Palmarès amateur
- Amateur
  - 1963-1971 : 98 victoires
- 1968
  - 2e du championnat d'Auvergne
- 1969
  - 2e du Circuit des Monts du Livradois
  - 3e du Circuit boussaquin
- 1970
  - Ronde du Carnaval
  - Grand Prix du Froid Caladois
  - 2e du Circuit de Saône-et-Loire
  - 2e du Circuit boussaquin
  - 2e du Grand Prix de Saint-Symphorien-sur-Coise
- 1982
  - 2e du Grand Prix de Châtel-Guyon
- 1983
  - 2e du Grand Prix de Châtel-Guyon

### Palmarès professionnel
- 1974
  - Tour du Leimental
  - Grand Prix de Lausanne
  - 2e du Tour du Canton de Genève
- 1975
  - 2e du Grand Prix de Lausanne
  - 10e du Grand Prix du Midi libre
- 1976
  - 6e du Tour de Romandie
  - 6e du Critérium du Dauphiné libéré
  - 8e du Tour de Suisse
- 1977
  - Grand Prix de Lausanne
- 1978
  - 9e du Critérium du Dauphiné libéré

## Résultats sur le Tour de France

### Tour de France
8 participations
- 1973 : 42e
- 1974 : 32e
- 1975 : 20e
- 1976 : 19e
- 1977 : 21e
- 1978 : 30e
- 1979 : 52e
- 1980 : 23e